# Wisła
Wisła (på tyska och ibland även på svenska Weichsel, historiskt även Weixeln, latin:  Vistula) är Polens viktigaste och längsta flod. Wisła är 1 047 km lång och flyter från Karpaterna i söder förbi Kraków och genom Warszawa, för att sedan rinna ut i Gdańskbukten i Östersjön genom ett 2 000 km² stort delta. Staden Elbląg ligger nära Wisłas utlopp. Floden har ett avrinningsområde på 194 424 kvadratkilometer (varav 168 699 km² inom Polen), och en medelvattenföringen på 1 030 m³/s vid mynningen. 
Wisłas källa ligger i södra delen av Polen, vid berget Barania Góra i Beskidykedjan, där den rinner upp i två mindre floder vid namn Biała Wisełka och Czarna Wisełka (svenska: Vita lilla Wisła respektive Svarta lilla Wisła). Vidare fortsätter den rinna över stora polska fält, och passerar flera stora polska städer i sin väg, exempelvis Kraków, Sandomierz, Warszawa, Płock, Włocławek, Toruń, Świecie, Tczew och Gdańsk. Floden mynnar i Östersjön i Gdańskbukten och, via mynningsarmen Nogat, i strandsjön Frisches Haff.

## Historia
Det är okänt om roten till flodens latinska namn "Vistula" är indoeuropeiskt eller preindoeuropeiskt. De diminutiva ändelserna -ila och -ula användes i många indoeuropeiska språk, bland andra både germanska och latin, vilket gör det svårt att bestämma namnets ursprung. Namnet skrevs för första gången ner av Plinius den äldre år 77 e.Kr. Han använder sig av stavningen Vistula tillsammans med Vistillus som alternativ stavning. Floden flöt ut i Mare Suebicum, vilket vi idag känner till som Östersjön. Av alla dessa källor går det att dra slutsatsen att väst om deltat bodde sveber och burgunder, och kring deltat bodde goter och deras föregångare, oxhöftkulturen. Öster om flodens utlopp bodde balttalande folk som oftast identifieras som aestier, bland dem bland annat pruser.
Även Ptolemaios har noterat vilka folk som bodde kring Wisła, vilket han ser som gränsen mellan germanernas och sarmaternas land. Han nyttjar den grekiska stavningen Ouistoula, och andra uråldriga källor använder stavningen Istula.
Floden var förr i tiden sammanbunden med Dnepr, och vidare med Svarta havet. Färdvägen mellan Östersjön och Svarta havet är en av de allra äldsta handelsvägarna, inkluderad i Bärnstensvägen, på vilken det handlades med bärnsten och andra varor från Nordeuropa till Grekland, Asien, Egypten med flera.
Floden är även känd i Sverige under det tyska namnet Weichsel samt under det äldre svenska namnet Weixel. I medeltida tyska dokument stavas floden bland annat Wissel och Wixel.
Under det andra polska kriget (1600-1627) korsade kung Gustaf II Adolf och hans styrkor floden nattetid i ett försök att inta Käsemark skans. I en av båtarna fanns förutom kungen, Per Brahe och fyra livknektar. Båten utsattes för tung fientlig eld och Gustaf Adolf blev sårad och båten blev skadad av kulorna. Kungen och styrkan blev tvungen att återvända till motsatta stranden. 

## Sjöfart
Wisła är farbar, men stora delar av dess sträckning möter inte den standard som krävs vid modern inlandssjöfart. Fram till Bydgoszcz kan fartyg av CEMT klass 2 (Conférence Européenne des Ministres des Transports) färdas, men längre uppströms är floden inte tillräckligt djup.
Uppströms från Warszawa genomfördes ett projekt för att bygga ett antal slussar, vilket skulle utöka flodens kapacitet, men projektet fortgick inte längre nedströms, så navigeringen av Wisła är fortsatt problematisk. Potentialen skulle förbättras om den östvästliga kopplingen mellan Wisła och Dnepr kunde återupprättas.